# Novum organum
Novum organum scientiarum (Nuevos instrumentos de la ciencia), más conocido como Novum organum, es la obra principal del filósofo inglés Francis Bacon, publicada en 1620, quien concebía la ciencia como técnica, capaz de dar al ser humano el dominio sobre la naturaleza. El Novum organum trata sobre la lógica del procedimiento técnico-científico, una lógica contrapuesta a la aristotélica (cuyos tratados de lógica recibieron, precisamente, el nombre de Órganon), y que según Bacon resultaba buena solo para la disputa verbal.

## Contenido
Es necesario que la inteligencia humana se apropie de instrumentos eficaces para dominar la naturaleza. Estos instrumentos son los experimentos que interpretan y dan forma a los datos de la experiencia sensible. Es necesario librarse de los prejuicios que obstaculizan las nuevas ideas. Los prejuicios son los «ídolos», que Bacon clasifica de la siguiente manera:
- Ídolos de la tribu (Idola tribu), que son aquellos prejuicios comunes al género humano.
- Ídolos de la caverna (Idola specus), aquellos que proceden de la educación y hábitos de cada persona.
- Ídolos del foro, o de la plaza pública (Idola fori), aquellos nacidos del uso del lenguaje.
- Ídolos del teatro (Idola theatri), aquellos nacidos de la falsa filosofía, que no es otra cosa que una fábula puesta en escena.[1]

La teoría de las prejuicios constituye la parte crítica y destructiva del tratado.
La parte constructiva estudia el modo en que debe ser organizada la experiencia. Es un discurso sobre el método científico. La viga maestra de este método es la  inducción. Para organizar e interpretar los datos de la experiencia (y para hacer experimentos) Bacon propuso su «teoría de las tres tablas» (o tres registros):
- En la primera («Tabla de presencia») se señalarán los casos en los que se da ese fenómeno o naturaleza (Ejemplo: los rayos del Sol producen calor).
- En la segunda («Tabla de ausencia») se señalarán los casos en los que no se da ese fenómeno o naturaleza (Ejemplo: los rayos de la Luna no producen calor).
- En la tercera («Tabla de grados») se señalarán los casos en los cuales la naturaleza observada aparece en distintos grados de intensidad (casos en que varía).[2]

A partir de esta investigación interviene la inducción: se comparan los diferentes casos, se interpretan, se construye una primera hipótesis y se procede a la experimentación. Tras un largo trabajo se llegará a una hipótesis crucial, que de verificarse será la causa y la naturaleza del fenómeno examinado. Bacon investigaba la naturaleza de las cosas, su sustancia y su esencia. Sin embargo, la ciencia moderna (la de Galileo) no se ocupa tanto de la naturaleza de las cosas como de las relaciones existentes entre ellas: sería una ciencia de relaciones lógico-matemáticas y no de sustancias. En las ciencias naturales es necesaria una estrategia de observación atenta y paciente.

### Ídolos de la tribu
Los ídolos de la tribu (del latín, idola tribu) son las debilidades del entendimiento humano que consisten, por una parte, en la imposibilidad de alcanzar percepciones en analogía con el universo en sí, al ser este mismo conocimiento nublado por la naturaleza del hombre que intenta conocer. Por otra parte, el entendimiento humano según Bacon parte de una percepción propia y, de acuerdo con esta, comprende los estímulos de la naturaleza a los que asigna una distinción que depende de la idea inicial.

«...el intelecto humano, cuando se complace en una cosa (ya porque sea generalmente admitida y creída, o porque cause deleite), obliga a todas las otras cosas a ser confirmadas y estar de acuerdo con ella; y por más grande que sea la fuerza y el número de las pruebas en contrario, o bien no las observa, o las desprecia, o las quita de en medio y rechaza valiéndose de un distingo cualquiera y ello no sin grande y pernicioso perjuicio, con tal de que sus primeras conclusiones permanezcan invioladas»
Francis Bacon, Novum organum, I, 49.

### Ídolos de la caverna
Los ídolos de la caverna (del latín, idola specus) son las formas de prejuicio por las cuales alguien de manera inapropiada extiende las normas que se aplican a su misma cultura y grupo social, o a sus propias preferencias. 
La teoría crítica, por ejemplo, habla de la insistencia positiva en la consistencia teórica, a pesar de la posible falta de la existencia de la cosa en sí misma —como en un análisis de una sociedad, la cual puede ser más bien inconsistente o hasta irracional en sus trabajos— es derivado del convencionalismo puramente impulsivo lejos de coherencia y uniformidad, haciendo de eso un «ídolo de la caverna».

### Ídolos del foro
Los ídolos del foro (del latín, idola fori), también llamados del mercado o de la plaza, designan una clase de falacia lógica que resulta de correspondencias imperfectas entre las definiciones de las palabras en los idiomas humanos y las cosas reales en la naturaleza que estas palabras representan. Bacon distinguió dos tipos de ídolos del foro:
- Los primeros son «nombres de cosas que no existen» («porque hay cosas que no se nombran por falta de observación, así también sus nombres resultan suposiciones fantásticas y a las que nada en realidad corresponde»). Este primer tipo «es más fácilmente expulsado, porque para deshacerse de él solo es necesario que todas las teorías se rechacen constantemente y se descarten como obsoletas».

- Los segundos son «nombres de cosas que existen, pero confusas aún y mal definidas, y derivadas apresurada e irregularmente de las realidades». Según Bacon, es esta segunda clase, «que surge de una abstracción defectuosa e inadecuada», la «intrincada y profundamente enraizada» porque tiene que ver con la forma en que las palabras mismas pueden guiar el pensamiento.

Los «hombres cultos», pues, debían tener cuidado con las definiciones y explicaciones, estableciendo el asunto correcto «en algunas cosas». Sin embargo, «las palabras claramente fuerzan y anulan el entendimiento y arrojan a todos a la confusión y llevan a los hombres a innumerables controversias vacías y fantasías ociosas».
Que los errores provienen inevitablemente de las generalizaciones imperfectas en los lenguajes naturales, y que los filósofos o científicos deben tener cuidado con este peligro son temas antiguos en la filosofía. Eran, por ejemplo, problemas que ya apreciaron Aristóteles en el mundo clásico grecolatino y Guillermo de Ockham en la Edad Media. Pero los ídolos del foro de Bacon constituyen el ejemplo más conocido y serio entre los primeros humanistas modernos sobre los usos problemáticos del lenguaje. Después de Bacon siguieron enfatizando esta preocupación autores como Thomas Hobbes y John Locke.